# Актюбінський рейкобалковий завод
Актюбінський рейкобалковий завод — підприємство металургійної галузі, яке почало роботу в 2016 році на заході Казахстану в місті Актобе.
Завод обладнаний прокатним станом розробки Siemens-VAI, виготовленим італійською компанією Primetals Technologies. Він використовує покупну заготовку та може щорічно випускати 200 тисяч тонн рейок довжиною до 120 метрів та 230 тисяч тон середнього фасонного прокату — двотавр, рівнополичковий кутник, швелер.
Завод має власну теплову електростанцію.